# نهائي كأس إفريقيا للأندية البطلة 1988

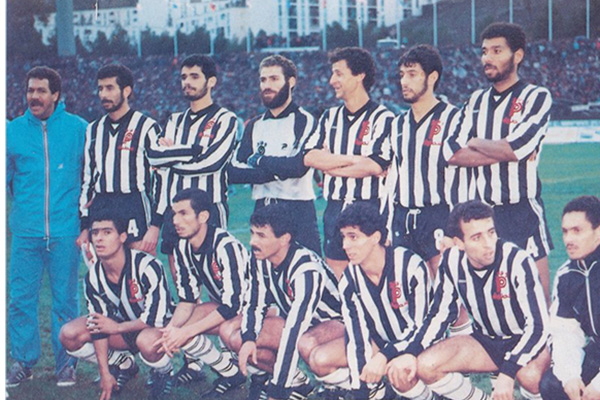
فريق وفاق سطيف الجزائري عام 1990.

نهائي كأس أفريقيا للأندية البطلة 1988 هي المباراة النهائية للنسخة 24 من دوري أبطال أفريقيا .
توج وفاق سطيف الجزائري بالكأس على حساب نادي إيوانيانوو ناسيونال النيجري .

## الفرق
| الفريق              | مشاركة سابقة (الخط الغليظ يشير إلى بطل تلك النسخة) |
| ------------------- | -------------------------------------------------- |
| إيوانيانوو ناسيونال | 0                                                  |
| وفاق سطيف           | 0                                                  |

## النهائي

### الذهاب
| إيوانيانوو ناسيونال | 1–0   | وفاق سطيف |
| ------------------- | ----- | --------- |
|                     | تقرير |           |

### الإياب
| وفاق سطيف | 4–0   | إيوانيانوو ناسيونال |
| --------- | ----- | ------------------- |
|           | تقرير |                     |